# 53e parallèle nord
Pour les articles homonymes, voir 53e parallèle.
En géographie, le 53e parallèle nord est le parallèle joignant les points de la surface de la Terre dont la latitude est égale à 53° nord.

## Géographie

### Dimensions
Dans le système géodésique WGS 84, au niveau de 53° de latitude nord, un degré de longitude équivaut à 67,137 km ; la longueur totale du parallèle est donc de 24 169 km, soit environ  60,3% de celle de l'équateur. Il en est distant de 5 875 km et du pôle Nord de 4 127 km,.
Comme tous les autres parallèles à part l'équateur, le 53e parallèle nord n'est pas un grand cercle et n'est donc pas la plus courte distance entre deux points, même situés à la même latitude. Par exemple, en suivant le parallèle, la distance parcourue entre deux points de longitude opposée est 12 085 km ; en suivant un grand cercle (qui passe alors par le pôle nord), elle n'est que de 8 254 km.

### Durée du jour
À cette latitude, le soleil est visible pendant 16 heures et 56 minutes au solstice d'été, et 7 heures et 34 minutes au solstice d'hiver.